# Henrique Rocha
Henrique Rocha (Maia, 6 de abril de 2004) es un tenista profesional portugués. Su mejor posición individual en el ranking ATP fue la 197º en la actualización del 1 de abril de 2024.

## Carrera

### Primeros años
Nacido en Maia, en 2018 entrenaba en el Centro de Alto Rendimento do Jamor, en Algés, Linda-a-Velha e Cruz Quebrada-Dafundo. En este período ganó los títulos nacionales en categoría sub-14 y sub-16.
En julio de 2020 logró ser el primer jugador nacido en 2004 en superar a un tenista top-600 tras su victoria sobre Tiago Cação, 547° de la clasificación, en un torneo ITF en Figueira da Foz.

### Debut ATP y primeros títulos Challenger
En 2023 debutó en el cuadro principal de un torneo ATP tras superar las clasificaciones del Torneo de Estoril. Para ello venció a Ryan Peniston y Máté Valkusz, jugadores con un mejor ranking que él. Con ello, consiguió superar en su primer intento esta instancia, a pesar de que en los torneos Challenger no había conseguido superar las clasificaciones en doce intentos.
Al año siguiente ganó su primer título Challenger en Murcia tras superar en la final a Nikoloz Basilashvili. Esto lo convirtió en el quinto jugador nacido en 2004 en lograrlo tras Luca Van Assche, Arthur Fils, Alex Michelsen y Gonzalo Bueno. Este triunfo también le permitió subir más de cincuenta puestos en el ranking ATP para conseguir por primera vez ingresar al top-200 en la posición 197°.

## Títulos Challenger (3; 1+2)

### Individuales (1)
| N.° | Fecha               | Torneo | Superficie    | Oponente en la final | Resultado     |
| --- | ------------------- | ------ | ------------- | -------------------- | ------------- |
| 1.  | 24 de marzo de 2024 | Murcia | Tierra batida | Nikoloz Basilashvili | 3-6, 7-6, 7-5 |

### Dobles (2)
| N.° | Fecha                   | Torneo  | Superficie    | Pareja      | Oponentes en la final           | Resultado   |
| --- | ----------------------- | ------- | ------------- | ----------- | ------------------------------- | ----------- |
| 1.  | 16 de marzo de 2024     | Ostrava | Tierra batida | Jaime Faria | Jakob Schnaitter Mark Wallner   | 7–5, 6–3    |
| 2.  | 7 de septiembre de 2024 | Cassis  | Dura          | Jaime Faria | Manuel Guinard Matteo Martineau | 7–6(5), 6–4 |